# St. Rupertus (Ruppersdorf)

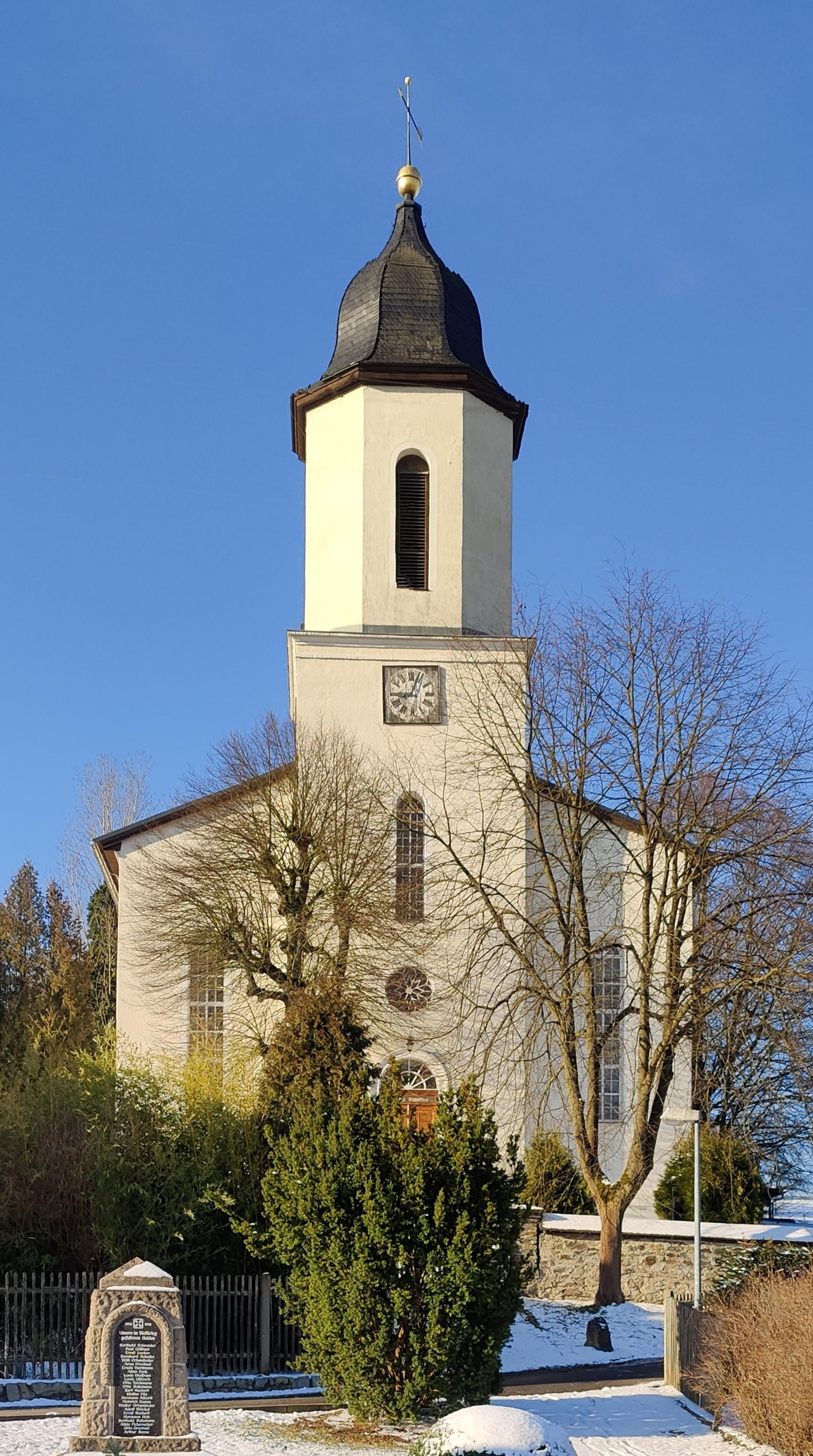
St. Rupertus

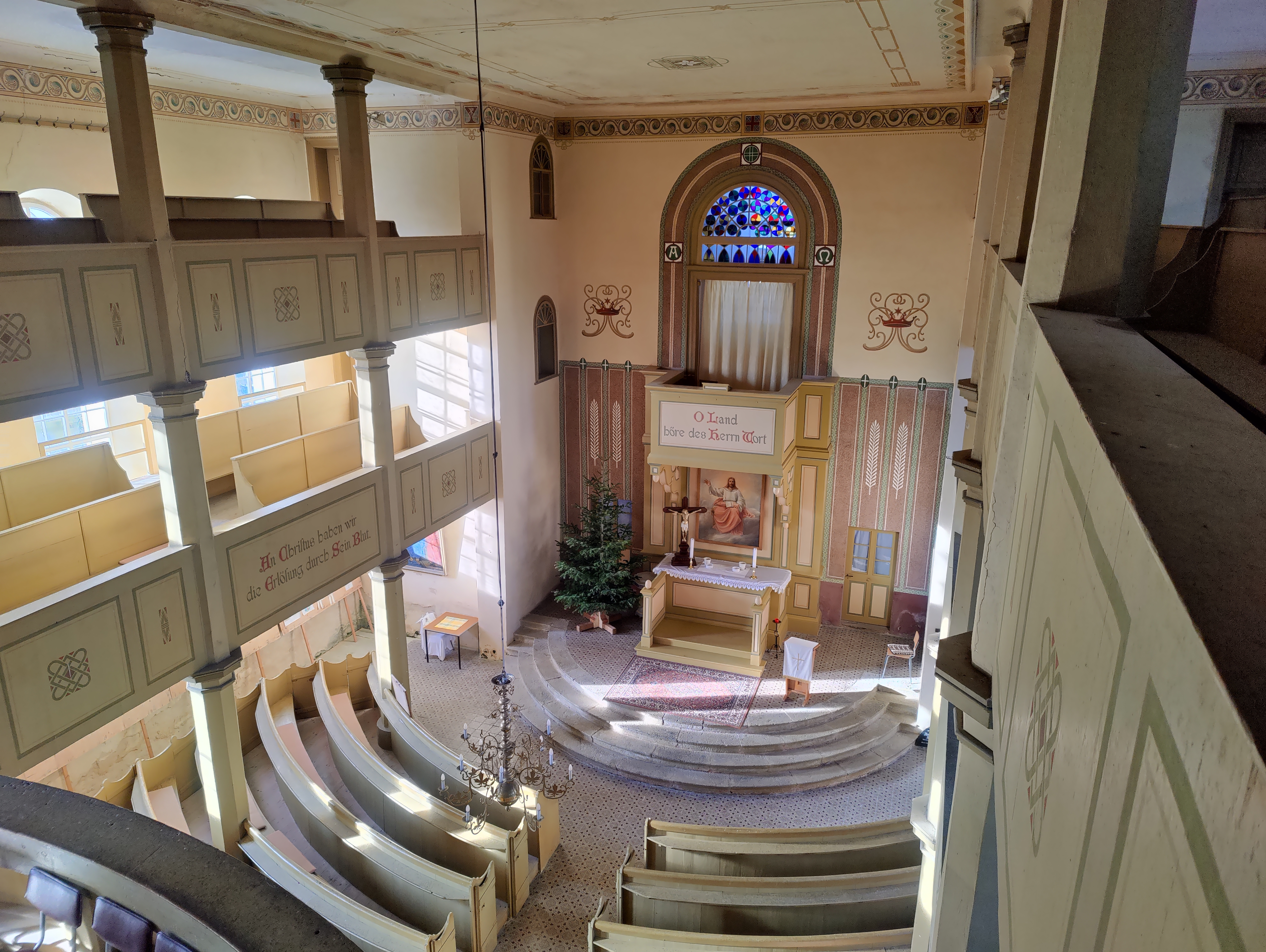
Innenraum (2023)

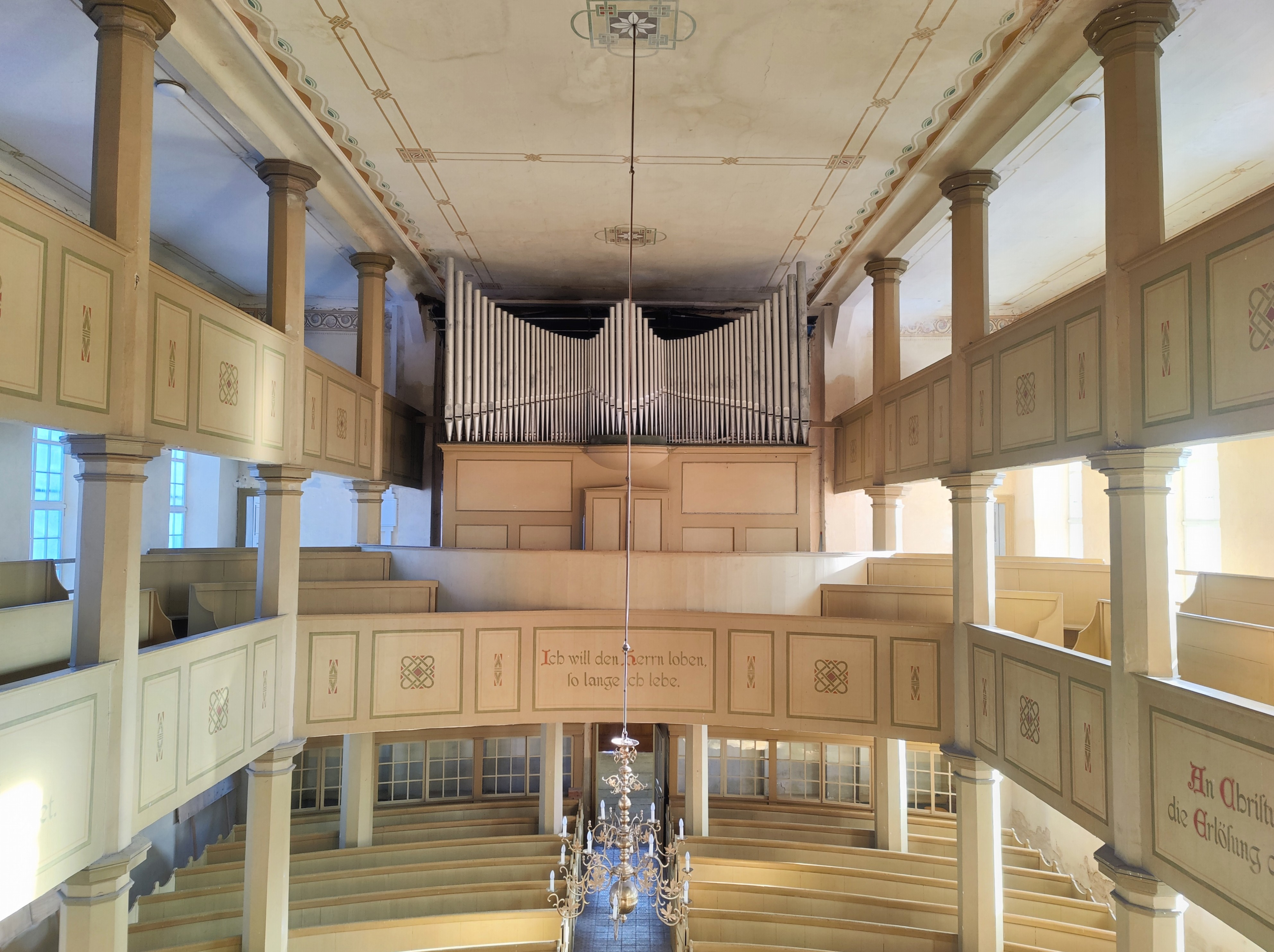
Innenraum, Blick zur Orgel

Die evangelisch-lutherische, denkmalgeschützte Kirche St. Rupertus steht in Ruppersdorf, einem Ortsteil der Gemeinde Remptendorf im Saale-Orla-Kreis in Thüringen. St. Rupertus gehört zum Gemeindeteil Thierbach der Kirchengemeinde Ruppersdorf im Pfarrbereich Gahma-Weisbach im Kirchenkreis Schleiz der Evangelischen Kirche in Mitteldeutschland.

## Beschreibung
Die Saalkirche aus verputzten Bruchsteinen mit dem Kirchturm im Osten wurde 1853 erbaut. Das Kirchenschiff ist mit einem flachen Satteldach bedeckt. Die unteren Geschosse des Turms haben einen quadratischen Grundriss. Das nächste Geschoss ist achtseitig und hat Klangarkaden an vier Seiten. Im Glockenstuhl hängen eine Glocke von 1514 sowie zwei Gussstahlglocken von 1953. Bedeckt ist der Turm mit einer Haube, die mit einer Turmkugel bekrönt ist. 
Die Kirchenbänke sind auf den Kanzelaltar ausgerichtet und deshalb im Halbrund angeordnet. Zum Altar führen vier Stufen hinauf. Das hölzerne Taufbecken ist mit einfachen christlichen Symbolen verziert. In den 1990er Jahren erhielt die Kirche neue Fenster. Die Orgel mit 17 Registern, verteilt auf zwei Manuale und Pedal, wurde 1854 von Heinrich Bock gebaut und von Ulrich Blumenstein 2006–2007 überholt.